# Juyá
Juyá (en idioma catalán y oficialmente Juià) es un municipio español del Gironés, en la provincia de Gerona (Cataluña), situado al norte de la comarca. Limita con los municipios de Celrá y Bordils.

## Etimología
(I) "... In vniuersam Hispaniã M. Varro peruenisse Iberos & Persas,& Phoenicas, Celtasque, Poenos tradit...
"... M. Varro refiere que a toda España llegaron iberos, persas, fenicios, celtas y púnicos...".
El Dicctionary english-persian denomina small river  [río pequeño] con el nombre de *júy; *júy áb. En similar denominación stream [arroyo]  lo hacen con *jú; *áb, si bien áb es la denominación generalizada de water ['agua']. Aunque retirado de este lugar, se da el hidrónimo Torrent Juiás algo más al norte y en la misma provincia. (II)
De (I) a (II) datos del ensayo Vástagos de Hércules I  —pendiente de edición—.

## Historia
La población se desarrolló alrededor del castillo, conocido como Castrum Iulianum.Su nombre real Es Castillo de Juyá

## Demografía
Juyá cuenta con una población de 342 habitantes (INE 2024).

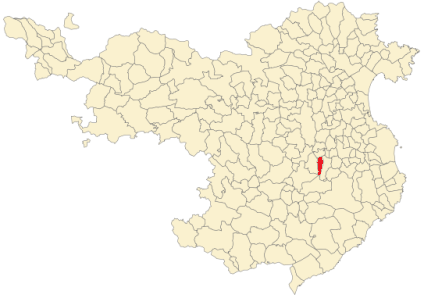
Situación de Juyá en la provincia de Gerona.

| Gráfica de evolución demográfica de Juyá entre 1842 y 2021 |
| |
| Población de derecho según los censos de población del INE Población de hecho según los censos de población del INEEn estos censos se denominaba Juyá: 1842, 1857, 1860, 1877, 1887, 1897, 1900, 1910, 1920, 1930, 1940, 1950, 1960, 1970 y 1981 |

## Economía
Agricultura de secano y ganadería.

## Patrimonio
- Iglesia de San Juan de Erm.
- Castillo de Juyá.